# Xã Greenfield, Quận Gallia, Ohio
Xã Greenfield (tiếng Anh: Greenfield Township) là một xã thuộc quận Gallia, tiểu bang Ohio, Hoa Kỳ. Năm 2010, dân số của xã này là 495 người.